# ألان بير
ألان بير (بالإنجليزية: Alan Beer)‏ (11 مارس 1950 في المملكة المتحدة - ) هو لاعب كرة قدم بريطاني في مركز الهجوم. لعب مع سوانزي سيتي ونادي إكزتر سيتي ونادي ويموث وWest End F.C. ‏.